# USS Bainbridge (DD-246)
USS Bainbridge (DD-246) là một tàu khu trục lớp Clemson được Hải quân Hoa Kỳ chế tạo vào cuối Chiến tranh Thế giới thứ nhất, và đã tiếp tục phục vụ trong Chiến tranh Thế giới thứ Hai cho đến khi xung đột kết thúc. Nó là chiếc tàu chiến duy nhất của Hải quân Hoa Kỳ được đặt tên theo Thiếu tướng Hải quân William Bainbridge (1774-1833), anh hùng của cuộc Chiến tranh 1812 cũng như các cuộc Chiến tranh Barbary thứ nhất và thứ hai.

## Thiết kế và chế tạo
Bainbridge được đặt lườn vào ngày 27 tháng 5 năm 1919 tại xưởng tàu của hãng New York Shipbuilding Corporation ở Camden, New Jersey. Nó được hạ thủy vào ngày 12 tháng 6 năm 1920, được đỡ đầu bởi cô Juliet Edith Greene, chắt của Thiếu tướng Bainbridge; và được đưa ra hoạt động vào ngày 9 tháng 2 năm 1921 dưới quyền chỉ huy của Hạm trưởng, Thiếu tá Hải quân E. L. Thebaud.

## Lịch sử hoạt động

### Giữa hai cuộc thế chiến
Được phân về Hạm đội Đại Tây Dương, Bainbridge hoạt động cùng với hạm đội dọc theo vùng bờ Đông Hoa Kỳ và vùng biển Caribe, tiến hành thực tập chiến thuật và cơ động cho đến tháng 10 năm 1922, khi nó khởi hành đi Constantinople để gia nhập Lực lượng Hải quân Hoa Kỳ tại vùng biển Thổ Nhĩ Kỳ. Vào ngày 16 tháng 12 năm 1922, nó đã cứu vớt khoảng 500 người sống sót từ chiếc tàu vận chuyển Pháp Vinh Long bị cháy ở khoảng 10 mi (16 km) ngoài khơi Constantinople. Do hoạt động anh dũng trong việc cứu hộ, Thiếu tá Hải quân Walter A. Edwards đã được tặng thưởng Huân chương Danh dự. Vào năm 1923, nó phục vụ như soái hạm tạm thời cho Tư lệnh Hạm đội Tuần tiễu tại Newport, Rhode Island, rồi tham gia Hải đội 14 thuộc Hạm đội Tuần tiễu và hoạt động tại Đại Tây Dương.
Từ năm 1923 đến năm 1928, Bainbridge tham gia các cuộc tập trung hạm đội hàng năm để cơ động chiến thuật phối hợp cũng như tập trận hạm đội. Vào năm 1927, nó được điều động tạm thời sang Hải đội Đặc vụ làm nhiệm vụ tuần tra ngoài khơi bờ biển Nicaragoa vào lúc diễn ra các biến động chính trị tại nước này. Nó cũng tham gia nhiều chương trình huấn luyện hàng năm vào mùa Hè của Hạm đội Tuần tiễu, thực hiện các chuyến đi huấn luyện cho quân nhân dự bị. Vào ngày 23 tháng 12 năm 1930, nó được xuất biên chế và đưa về lực lượng dự bị tại  Philadelphia, Pennsylvania.
Vào ngày 9 tháng 3 năm 1932, Bainbridge được đưa trở lại biên chế giảm thiểu và được điều về Đội Dự bị Luân phiên 19, tham gia các chuyến đi huấn luyện cho Hải quân Dự bị. Nó nhập biên chế đầy đủ trở lại vào ngày 5 tháng 9 năm 1933, và được phân về Đội Khu trục 8 trực thuộc Lực lượng Tuần tiễu. Trong một giai đoạn ngắn, nó đã phục vụ cùng Hải đội Đặc vụ tại Florida Keys và vịnh Guantánamo, Cuba; và sau đó được điều động sang khu vực Thái Bình Dương, đi đến San Diego, California vào ngày 5 tháng 11 năm 1934. Trong giai đoạn phục vụ tại vùng bờ Tây, Bainbridge đã thực hiện các chuyến đi đến British Columbia, Alaska và Hawaii. Nó lại được cho xuất biên chế và đưa về Lực lượng Dự bị tại San Diego vào ngày 20 tháng 11 năm 1937.

### Thế Chiến II

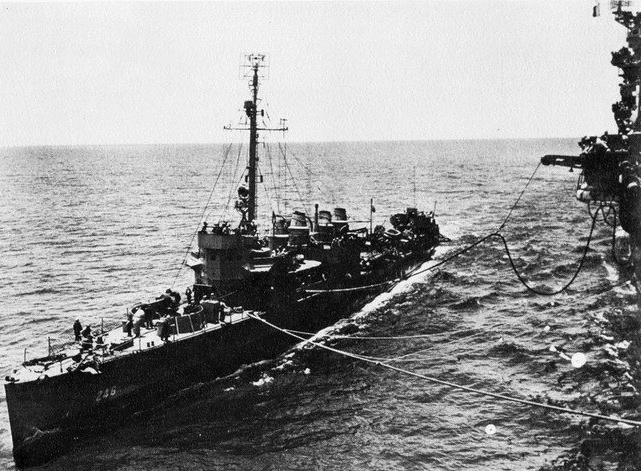
Bainbridge đang được tiếp nhiên liệu từ tàu sân bay, năm 1944.

Được cho nhập biên chế trở lại vào ngày 26 tháng 9 năm 1939, Bainbridge được điều về Đội khu trục 62 và đã tham gia hoạt động Tuần tra Trung lập tại vùng kênh đào Panama cho đến mùa Hè năm 1940 khi nó được chuyển đến Key West, Florida để hoạt động tuần tra. Vào đầu năm 1941, nó di chuyển dọc theo bờ biển Đông Bắc, và từ tháng 5 đến tháng 11 năm 1941 đã thực hiện ba chuyến hộ tống vận tải đến Newfoundland và Iceland.
Sau đó, từ tháng 12 năm 1941 đến tháng 7 năm 1945, Bainbridge hoạt động như một tàu hộ tống vận tải tại vùng biển ngoài khơi bờ Đông, vịnh Mexico và vùng biển Caribe, ngoại trừ năm chuyến hộ tống vận tải vượt Đại Tây Dương đến Bắc Phi từ tháng 2 đến tháng 12 năm 1943. Bainbridge được cho ngừng hoạt động vào ngày 21 tháng 7 năm 1945 tại Philadelphia và bị bán để tháo dỡ vào ngày 30 tháng 11 năm 1945.

## Phần thưởng
Bainbridge được tặng thưởng một Ngôi sao Chiến trận do thành tích phục vụ trong Chiến tranh Thế giới thứ hai.